# Bradley (Arkansas)
Bradley è un comune degli Stati Uniti d'America, situato in Arkansas, nella contea di Lafayette. Secondo il censimento del 2020 gli abitanti di Bradley ammontavano a 405.